# Радослав Радев (тенисист)
 Тази статия е за тенисиста.  За литературния историк вижте Радослав Радев (филолог).  
Радослав Радев е български тенисист, роден на 7 януари 1973 г. в Русе. Състезател за Купа Дейвис. За отбора на България за Купа Дейвис има тринадесет победи и три загуби.
През 1999 г. е финалист на сингъл и победител на двойки заедно с Димо Толев на държавното първенство по тенис за мъже.